# 露西·德科斯
露西·德科斯（法語：Lucie Décosse，1981年8月6日—），法国女子柔道运动员。她曾参加2004年、2008年和2012年三届奥运，共获得一枚金牌和一枚银牌。在2013年世界柔道锦标赛中无缘奖牌后，德科斯宣布退役。